# George Grey Turner

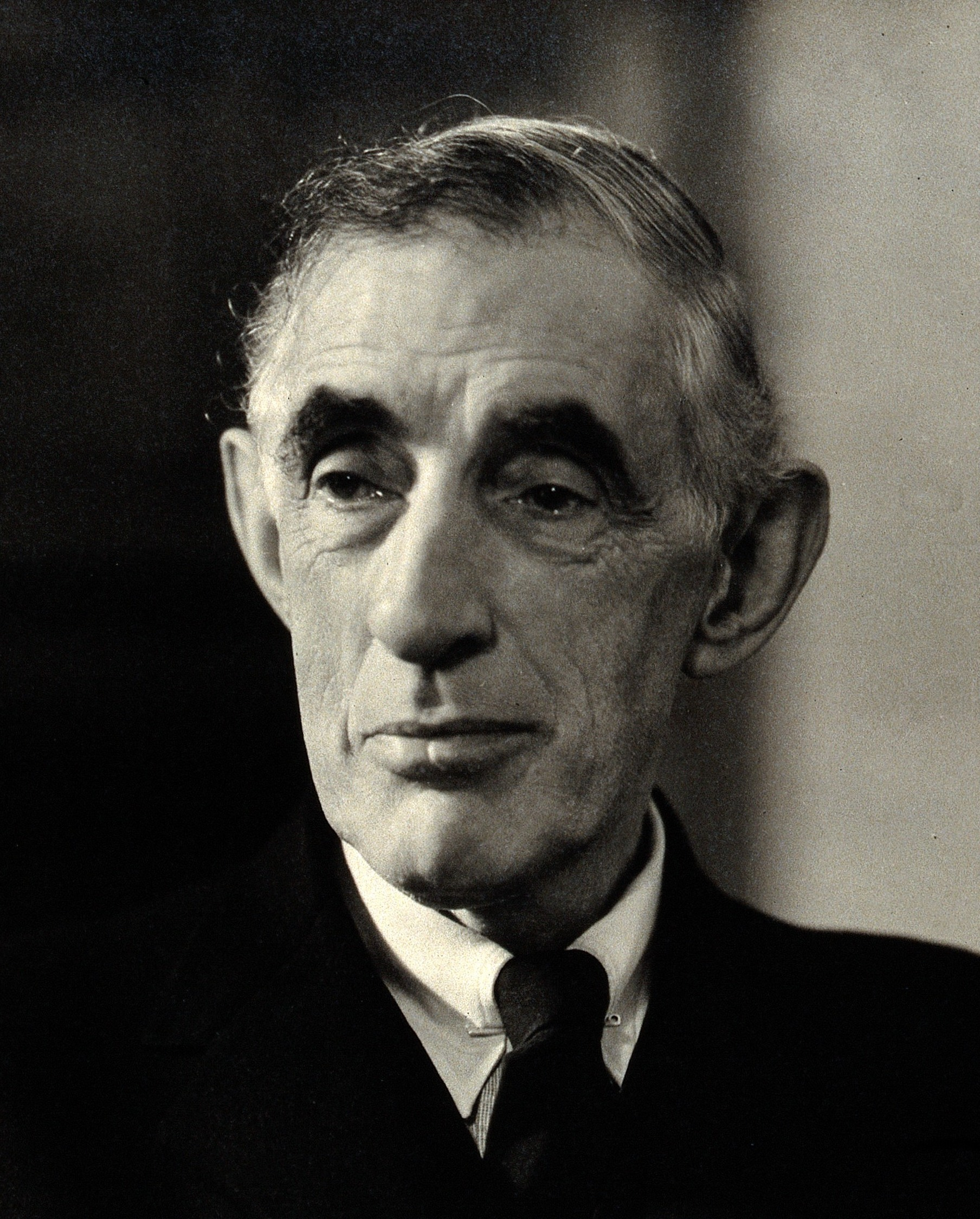
George Grey Turner, 1947

George Grey Turner (* 8. September 1877, wahrscheinlich in North Shields, England; † 23. August 1951) war ein englischer Chirurg, nach dem unter anderem das Grey-Turner-Zeichen benannt ist.

## Leben
Nach dem Studium an der Newcastle medical school der Durham University arbeitete er in Newcastle, London und Wien. 1914 wurde er Hochschullehrer und 1927 Professor an der Durham University, später auch Professor an der Postgraduate Medical School in London. 1946 wurde er Präsident der internationalen Gesellschaft für Chirurgie (International Society of Surgeons).
George Grey Turner reiste in jungen Jahren durch die Welt und wurde unter anderem vom Papst, Mussolini sowie den damaligen Königen von Spanien und Italien empfangen. Er war in der frühen onkologischen Forschung tätig, wo er das Prinzip der Chemotherapie vorwegnahm (Some encouragements in cancer surgery. Bristol, 1925). Im Ersten Weltkrieg diente er im Royal Medical Corps, wo er nach der Schlacht von Cambrai einen der ersten Versuche unternahm, einem Soldaten eine Kugel aus der Herznähe zu entfernen, was ihm jedoch nicht gelang.